# 国道97号線 (インド)
国道97号線（こくどう97ごうせん、ヒンディー語: राष्ट्रीय राजमार्ग ९७, 英語: National Highway 97; NH 97）は、インドの国道。ウッタル・プラデーシュ州の、ガーズィープル県ガーズィープルとチャンダウリー県サイヤドラジャを南北に結ぶ。全長は45キロメートル。途中の経由地としてはザマニアがある。